# 世界は3で出来ている
『世界は3で出来ている』（せかいはさんでできている）は、フジテレビ系で2020年6月11日の23:00 - 23:40（JST）に放送された特別テレビドラマ。主演である林遣都が唯一の出演者で、一人で三役（三つ子）を演じる。

## 製作
2019年末より猛威を振るっている2019新型コロナウイルスによる感染拡大から、改正・新型インフルエンザ等対策特別措置法32条に基き、政府が緊急事態宣言を発出。それに伴い、外出自粛や施設の休業等を要請、放送業界にも大きな影響をもたらした。多くの番組が収録・放送日の延期を発表する事態が相次いだ。しかし、それらの不便さを逆手に取って、限られた制約を面白がり楽しむことは出来ないだろうかと生まれた企画が本作である。企画から打ち合わせまでオンライン上で行い、いわゆる三密とならぬよう撮影を行った。ソーシャルディスタンスドラマと銘打っている。

### 反響
放送時間からTwitterのトレンド上位に作品名と林の名が連なった。また、放送終了直後から配信や再放送、DVD化を望む声が公式サイトに多く寄せられ、一般紙においても称賛するコラム等が掲載された。再放送も配信も予定していない単発ドラマとしての企画であったが、これらの反響に応え、2020年6月25日の正午より1年間（2021年6月24日、23時59分まで）、FODプレミアムにて配信される。フジテレビ局内で行われた番組審議会においても議題のひとつに取り上げられ、概ね好評の意見が交わされた。

### 受賞歴
- 第58回ギャラクシー賞 テレビ部門大賞（2020年度）[7][8][9]

## あらすじ
望月三兄弟は一卵性三つ子である。29歳。三人とも違う職に就いている。
次男・勇人（ゆうと）は、幼少期から明るいC調なノリと勢いで世渡りをしてきたお調子者。父のコネで入社した商事会社でも相変わらずであったが、勤務年数7年ともなると、若さゆえに仕事が未熟という言い訳は最早通用するはずもなかった。自他ともに認めるポンコツっぷりに嫌気がさして辞職を考えていたさなか、此度の緊急事態宣言。不要不急の外出を控える自粛要請に従い、自宅でのテレワークやオンライン会議など、仕事環境の多様性を余儀なくされた。人との繋がりや働き方が大きく変わったこの3ヶ月で勇人の心情に変化はあったのか。
緊急事態宣言が解除されたある日、兄・泰斗（たいと）と弟・三雄（みつお）が、会社を辞めたいと思い悩んでいた勇人を案じて引っ越し先の部屋を訪れる。

## キャスト
※望月三兄弟・三役とも林遣都が演じる。
望月勇人（もちづき ゆうと）
望月三兄弟の次男。商事会社勤務。独身。澤登嘉穂という恋人がいる。
入社7年目であるが仕事で実績を残しておらず、自他ともに認める落ちこぼれ。自分の不甲斐なさに嫌気がさして辞職を考えていた。そんな矢先、コロナ禍により社員は自宅でのテレワークとなった。最初こそ戸惑ったものの、必要以上に周囲の空気や顔色を気にしなくてよい環境は、勇人を水を得た魚のように活き活きとさせた。オンライン上で行った新人研修や1400人が同時参加する会議を取り仕切るファシリテーターを任され、その功績を認められてテクノロジー事業部に異動することになった。社内での評価もあがり仕事への意欲や手応えを得た今が好機と考え、恋人と一緒に暮らすために広い部屋に引っ越した。結婚を申し込む決意をしてペアリングも購入済み。嘉穂が部屋を訪れるのを待っていた。
望月泰斗（もちづき たいと）
長男。会計事務所勤務の会計士。勇人と三雄からは「あんちゃん」と呼ばれている。堅実な生活を良しと考える生真面目で几帳面な性格。冷静沈着で落ち着きのある立ち居振る舞いをする一方、子どもの頃から穴を見つけるとつい指を入れてしまう癖がある。人から指差しをされるのが嫌い。独身。
いまは亡き母が、幼少期の三兄弟によく作ってくれた"春日谷麺メンのバターらーめん"を手土産に勇人の部屋を訪ねてきた。ラーメンを作り、三人で食べながら思い出話やコロナ禍前には気にも留めなかった当たり前の日常がどんなに幸せなことであったかと気づかされた心中を感慨深げに話す。
望月三雄（もちづき みつお）
三男。農園経営。茨城県在住。妻と幼い子どもがいる。都会で仕事をしている二人の兄と比べるとやや素朴でおっとりとしている。
有機栽培の野菜を生産している。泰斗のアドバイスでネット販売を開始したことが功を奏して、コロナ禍でも大きな損失とならずに済んでいる。
訪ねてきた女性
演 - 佐藤仁美（声のみ）※友情出演

## スタッフ
- 脚本 - 水橋文美江
- プロデューサー - 中江功（フジテレビ第一制作室）、宋ハナ
- 監督 - 中江功
- 制作 - フジテレビ